# Diga di Solis
La diga di Solis è una diga ad arco situata in Svizzera, nel Canton Grigioni nel comune di Albula.

## Descrizione
Inaugurata nel 1986, ha un'altezza di 61 metri e il coronamento è lungo 75 metri. Il volume della diga è di 27.000 metri cubi.
Il lago creato dallo sbarramento, ha un volume massimo di 4,07 milioni di metri cubi, una lunghezza di 3 km e un'altitudine massima di 824 m s.l.m. Lo sfioratore ha una capacità di 750 metri cubi al secondo.
Le acque del lago vengono sfruttate dall'azienda Elektrizitätswerk der Stadt Zürich.